# Удалов, Николай Николаевич (прозаик)
Никола́й Никола́евич Удало́в (20 ноября 1910, деревня Ивакино, Поломская волость, Кологривский уезд, Костромская губерния — 8 августа 1986, Фрунзе, Киргизская ССР) — советский прозаик и поэт, драматург, журналист, собственный корреспондент, член Союза писателей СССР (1947). Заслуженный работник культуры Киргизской ССР (1974). За заслуги в области художественной литературы был награждён Почётной грамотой Президиума Верховного Совета Киргизской ССР. В своих произведениях он показывал тружеников социалистического строительства: рабочих предприятий, строителей дорог и мостов, чабанов и табунщиков, агрономов и зоотехников, поэтов и врачей, бойцов Советской Армии. Удалов рисовал прошлое и настоящее Кыргызстана, её природные богатства, быт и культуру, людей тогдашнего социалистического общества.

## Биография
Родился в 1910 году в деревне Ивакино Поломской волости Кологривского уезда Костромской губернии в семье крестьянина-бедняка. В 1920 году семья Удаловых переселилась в Сибирь, где будущий писатель летом помогал родителям по хозяйству, а зимой учился в школе. Семилетнюю школу Николай окончил в Пишпеке, куда его отец с семьёй переехал в 1927 году. Проработав несколько лет грузчиком, штукатуром, ремонтным рабочим и дежурным по станции, Удалов поступил на рабфак Новосибирского института инженеров транспорта и окончил его в 1934 году.
С 1938 года стал литературным сотрудником республиканской молодёжной газеты «Комсомолец Киргизии», с 1941 по 1942 год являлся ответственным секретарём токмакской газеты «Красный хлебороб», с 1942 по 1943 год был собственным корреспондентом газеты «Советская Киргизия». Он много ездил, изучал жизнь и быт киргизского народа, работал в выездных редакциях на строительстве дорог Рыбачье — Чолпон-Ата, Калининское — Сусамыр. Участвовал в строительстве железной дороги Кант — Быстровка и Большого чуйского канала, писал очерки, корреспонденции о людях Советского Кыргызстана. К этому времени относится начало поэтической деятельности Удалова. Он выступал со стихотворениями о строителях БЧК («Скрипка», «Звезда стахановца», «Рассказ землекопа» и другие).
В первые дни Великой Отечественной войны Удалов написал ряд таких произведений, как «Война», «Слово матери», «Клятва» и другие. В этих стихах он откликнулся на известие о нападении фашистских оккупантов на Советский Союз. С 1943 по 1944 год находился в рядах Советской армии, участвовал в боях, а после тяжёлого ранения демобилизовался, возвратился в Киргизию, где начал работать в республиканской периодической печати. В тот же год вступил в ряды КПСС. В 1950 году вышел в свет первый сборник стихотворений Удалова «В кругу товарищей». В этом же году он закончил работу над пьесой «Звёзды над колхозом». В последующее время наряду со стихотворениями писал рассказы, которые публиковались в газетах и журналах, а в 1954 году Киргизгосиздат выпустил первый сборник рассказов Николая Николаевича.
Вскоре после возвращения с фронта Николай Удалов задумал написать роман о жизни рабочего класса Советского Кыргызстана в дни Великой Отечественной войны. Первая книга этого романа «Горные просторы», творчески пересекающаяся с романом киргизского писателя Тугельбая Сыдыкбекова «Люди наших дней», вышла в свет в 1956 году. Затем, продолжая работу над второй книгой романа «Горные просторы», Удалов написал в 1957 году повесть «Найденное имя» о судьбах киргизского и русского мальчиков, нашедших свои имена и своё место в жизни. В том же году был издан его сборник рассказов разных лет «Жизнь велит». В 1959 году вышла в свет вторая книга романа «Горные просторы». С 1959 по 1961 год Николай Николаевич Удалов был слушателем Высших литературных курсов при Союзе писателей СССР. В 1965 году издательство «Мектеп» выпустило в свет сборник стихов Удалова «Храбрость». С 1961 по 1967 год являлся литконсультантом правления Союза писателей Кыргызстана. В 1974 году перевёл роман Айткулу Убукеева «Холм раздоров».
Скончался в 1986 году во Фрунзе.

## Оценки творчества
Кайсын Кулиев отмечал о Николае Николаевиче: «...Удалов, несомненно, талантливый молодой поэт, растущий с каждым днём. У него хватка настоящего поэта, чувствующего современность». Георгий Рудов относил Удалова в «золотой фонд» литературы Кыргызстана, отметил его очерки о Саякбае Каралаеве, Джоомарте Боконбаеве и Алыкуле Осмонове.

### Отдельные издания
- Удалов Н. В кругу товарищей : Стихи. — Фрунзе: Киргизгосиздат, 1950. — 142 с.
- Удалов Н. Горные просторы : Роман, кн. 1-я. — Фрунзе: Киргизгосиздат, 1955. — 327 с.
- Удалов Н. Жизнь велит : Рассказы / Под ред. Жажиева С. — Фрунзе: Киргизгосиздат, 1957. — 195 с. — 10 000 экз.
- Удалов Н. Большой Кемин : Роман / Ил. Сгибнев А. А. — Фрунзе: Киргизгосиздат, 1959. — 455 с.
- Удалов Н. Найденное имя : Повесть. — Фрунзе: Киргизгосиздат, 1963. — 272 с.
- Удалов Н. Храбрость : Стихи и поэмы / Ил. Сгибнев А. А. — Фрунзе: Мектеп, 1965. — 99 с.
- Удалов Н. Нищие духом : Роман. — Фрунзе: Кыргызстан, 1968. — 427 с.
- Удалов Н. Нищие духом : Роман / Ил. Пуршев В. — Фрунзе: Кыргызстан, 1969. — 347 с.
- Удалов Н. Среди друзей : Лит. портреты / Предисл. Жиркова А. — Фрунзе: Кыргызстан, 1975. — 160 с.
- Удалов Н. Тору Айгыр : Легенды и были. — Фрунзе: Мектеп, 1976. — 79 с.
- Удалов Н. В кругу друзей : Рассказы о писателях Киргизии. — Фрунзе: Кыргызстан, 1981. — 272 с.

### Переводы
- Шиваза Я. Мой новый дом : Повесть и роман / Пер. с дунганского Удалова Н. — Фрунзе: Кыргызстан, 1969. — 160 с.
- Убукеев А. Холм раздоров : Роман / Пер. с киргизского Удалова Н. — Фрунзе: Кыргызстан, 1974. — 224 с.

### Участие в издании
- Суюналиев С. Немеркнущая слава / Под ред. Удалова Н. — Фрунзе: Кыргызстан, 1967. — 230 с. — 12 000 экз.

## Награды
- Орден Отечественной войны (I степени)[11];
- Орден Красной Звезды[7];
- Орден «Знак Почёта» (1 ноября 1958 года)[7];
- Медаль «За отвагу»[7];
- Медаль «За победу над Германией в Великой Отечественной войне 1941—1945 гг.»[7];
- Медаль «В ознаменование 100-летия со дня рождения Владимира Ильича Ленина»[11];
- Почётная грамота Президиума Верховного Совета Киргизской ССР[11];
- Заслуженный работник культуры Киргизской ССР[11].